# Anaesthetobrium fuscoflavum
Anaesthetobrium fuscoflavum là một loài bọ cánh cứng trong họ Cerambycidae.